# Пон дез Ар
Мостът на изкуствата или Пон дез Арна френски: Pont des Arts, наричан също Пасерел на изкуствата (Passerelle des Arts), е мост в Париж, Франция, минаващ над река Сена.

## История
Построен е в началото на ХІХ век (1801 – 1804) като пешеходен мост с 9 арки. Той е първата метална конструкция над Сена. Поради реконструкция на кея Конти при левия бряг 2 арки са заменени с нова през 1852 г.
Повреди от времето на войната и многократни удряния на шлепове в подпорите налагат затварянето на моста през 1976 г., като скоро след това част от него рухва. Реконструиран е, този път със 7 арки, от 1981 до 1984 г.

## Описание
Кенет Кларк пише в самото начало на своята книга „Цивилизацията“ за гледката от моста:
| „ | „Застанал съм на Пон де-з-Ар в Париж. От едната страна на Сена е хармоничната, рационална фасада на Френския институт, построена като седалище на Френската академия към 1670 г. На другия бряг е Лувър, строен непрекъснато от Средните векове до 19 век: класическата архитектура в най-величествената ѝ и самоуверена форма. Нагоре по течението едва съзирам „Нотър Дам“ – може би най-красивата катедрала но с най-интелектуалната фасада в цялото готическо изкуство. Къщите по двата бряга на реката са също човешко и разумно решение на задачите на градската архитектура, а пред тях, под дърветата, са откритите барачки на букинистите, където поколения студенти са намирали духовната си храна и поколения любители са се отдавали на културното хоби – да колекционират книги. По този мост през последните сто и петдесет години студенти от художествените училища на Париж са бързали към Лувър, за да изучат произведенията на изкуството там, сетне са се връщали в ателиетата си да разговарят и мечтаят да направят нещо достойно за голямата трагедия. А колко много поклонници от Америка, още от времето на Хенри Джеймс насам, са се спирали на този мост, за да вдъхнат аромата на една стара култура и да се почувстуват в самото сърце на цивилизацията!“ Превод от англ. ез: Нели Доспевска | “ |

Мостът е сред най-романтичните места във френската столица. По парапетите му са окичвани хиляди заключени катинари с имена, чиито ключове са хвърляни във водата. Катинарите са оставяни от влюбени двойки с пожелание любовта им да е вечна. Тази суеверна практика добива огромна популярност в първото десетилетие на ХХІ век. Груба оценка показва, че 1 милион катинара тежат около 45 тона, с което се обяснява откъртването на ремонтираните парапети.
През 2015 г. Парижката община решава да замени металните решетки на парапетите с плексиглас и слага край на модата, при все че практиката се пренася другаде.